# 小倉孝誠
小倉 孝誠（おぐら こうせい、1956年1月2日 - ）は、日本のフランス文学者、翻訳家。慶應義塾大学文学部教授。日本学術会議会員。

## 経歴
青森県生まれ。1974年青森県立弘前高等学校卒業。1978年京都大学文学部（仏文学科）卒業。1983年東京大学大学院人文科学研究科修士課程（仏語仏文学）修了、ソルボンヌ大学で文学博士の学位を取得、1988年東大博士課程中退、同文学部助手、1989年旧：東京都立大学助教授、1997年渋沢・クローデル賞受賞、2003年慶應義塾大学文学部教授。2011年『身体の歴史』（の監訳で日本翻訳出版文化賞受賞。
エミール・ゾラを専門とし、第二帝政期フランスを中心とした風俗・犯罪、また歴史小説、推理小説などについて広く執筆・翻訳を行う。アナール学派歴史学の翻訳も多い。

## 著書
- 『19世紀フランス夢と創造 插絵入新聞『イリュストラシオン』にたどる』（人文書院） 1995
- 『19世紀フランス光と闇の空間 插絵入新聞「イリュストラシオン」にたどる』（人文書院） 1996
- 『19世紀フランス愛・恐怖・群衆 挿し絵入新聞「イリュストラシオン」にたどる』（人文書院） 1997
- 『歴史と表象 近代フランスの歴史小説を読む』（新曜社） 1997
- 『<女らしさ>はどう作られたのか』（法藏館） 1999
  - 『<女らしさ>の文化史 性・モード・風俗』（中公文庫） 2006、増訂版2024
- 『近代フランスの事件簿 犯罪・文学・社会』（淡交社） 2000
- 『推理小説の源流 ガボリオからルブランへ』（淡交社、知の蔵書） 2002
- 『『パリの秘密』の社会史 ウージェーヌ・シューと新聞小説の時代』（新曜社） 2004
- 『『感情教育』 歴史・パリ・恋愛』（みすず書房、理想の教室） 2005
- 『身体の文化史 病・官能・感覚』（中央公論新社） 2006
- 『近代フランスの誘惑 物語表象オリエント』（慶應義塾大学出版会） 2006
- 『パリとセーヌ川 橋と水辺の物語』（中公新書） 2008
- 『犯罪者の自伝を読む ピエール・リヴィエールから永山則夫まで』（平凡社新書） 2010
- 『愛の情景 出会いから別れまでを読み解く』（中央公論新社） 2011
- 『恋するフランス文学』（慶應義塾大学出版会） 2012
- 『革命と反動の図像学 一八四八年、メディアと風景』（白水社） 2014
- 『写真家ナダール 空から地下まで十九世紀パリを活写した鬼才』（中央公論新社） 2016
- 『ゾラと近代フランス 歴史から物語へ』（白水社） 2017
- 『逸脱の文化史 近代の〈女らしさ〉と〈男らしさ〉』（慶應義塾大学出版会） 2019
- 『歴史をどう語るか 近現代フランス、文学と歴史学の対話』（法政大学出版局） 2021
- 『ボヘミアンの文化史 パリに生きた作家と芸術家たち』（平凡社） 2024

### 共編著
- 『いま、なぜゾラか　ゾラ入門』（宮下志朗共編、藤原書店） 2002
- 『エメ・ヴ・ラ・フランス?』3訂版（小倉和子共著、第三書房） 2003
- 『ゾラの可能性 表象・科学・身体』（宮下志朗共編、藤原書店） 2005
- 『十九世紀フランス文学を学ぶ人のために』（編、世界思想社） 2014
- 『身体はどう変わってきたか 16世紀から現代まで』（アラン・コルバン, 鷲見洋一, 岑村傑共著、藤原書店） 2014
- 『世界文学へのいざない 危機の時代に何を、どう読むか』（編者代表、ワードマップ・新曜社） 2020
- 『フローベール文学と〈現代性〉の行方』（松澤和宏共編、水声社） 2021
- 『批評理論を学ぶ人のために』（編、世界思想社） 2023
- 『ゾラ・セレクション別巻　ゾラ事典』（編、藤原書店） 2025

## 翻訳
- 『<病人>の誕生』（C・エルズリッシュ, J・ピエレ、藤原書店） 1992
- 『文学生産の哲学 サドからフーコーまで』（ピエール・マシュレ、藤原書店） 1994
- 『フランスの自伝 自伝文学の主題と構造』（フィリップ・ルジュンヌ、法政大学出版局、叢書・ウニベルシタス）1995、新版 2020
- 『無垢の誘惑』（パスカル・ブリュックネール、下澤和義共訳、法政大学出版局、叢書・ウニベルシタス）1999
- 『あら皮 欲望の哲学』（バルザック、藤原書店、バルザック「人間喜劇」セレクション） 2000
- 『紋切型辞典』（フローベール、岩波文庫） 2000
- 『フロイトとラカン 精神分析論集』（ルイ・アルチュセール、石田靖夫, 菅野賢治共訳、人文書院） 2001
- 『ゾラ・セレクション10 時代を読む 1870 - 1900』（菅野賢治共訳、藤原書店） 2002
- 『世界で一番美しい愛の歴史』（ジャック・ル=ゴフ、後平隆, 後平澪子共訳、藤原書店） 2004
- 『三面記事の栄光と悲惨 近代フランスの犯罪・文学・ジャーナリズム』（ルイ・シュヴァリエ、岑村傑共訳、白水社） 2005
- 『世界の迷路Ⅱ－北の古文書』（マルグリット・ユルスナール、白水社） 2011 - 自伝的三部作
- 『100語でわかるロマン主義』（ブリュノ・ヴィアール、辻川慶子共訳、白水社、文庫クセジュ） 2012
- 『100の神話で身につく一般教養』（エリック・コバスト、岩下綾共訳、白水社、文庫クセジュ） 2012
- 『ゾラ・セレクション11 書簡集 1858 - 1902』（責任編集、有富智世, 高井奈緒, 寺田寅彦共訳、藤原書店） 2012
- 『ラスネール回想録：十九世紀フランス詩人=犯罪者の手記』（ピエール=フランソワ・ラスネール、梅澤礼共訳、平凡社ライブラリー） 2014
- 『死刑囚最後の日』（ユゴー、光文社古典新訳文庫） 2018
- 『哲学のやさしく正しい使い方 叡智への道』（フレデリック・ルノワール、中央公論新社） 2020

### アラン・コルバン
- 『時間・欲望・恐怖 歴史学と感覚の人類学』（アラン・コルバン、藤原書店） 1993
- 『音の風景』（アラン・コルバン、藤原書店） 1997
- 『風景と人間』（アラン・コルバン、藤原書店） 2002
- 『空と海』（アラン・コルバン、藤原書店） 2007
- 『身体の歴史 2 19世紀フランス革命から第一次世界大戦まで』（コルバン編、監訳、藤原書店） 2010
- 『英雄はいかに作られてきたか フランスの歴史から見る』（アラン・コルバン、監訳、梅澤礼, 小池美穂訳、藤原書店） 2014
- 『男らしさの歴史 2 男らしさの勝利 19世紀』（コルバン編、監訳、藤原書店） 2017
- 『処女崇拝の系譜』（アラン・コルバン、山田登世子共訳 、藤原書店） 2018
- 『静寂と沈黙の歴史 ルネサンスから現代まで』（アラン・コルバン、中川真知子共訳、藤原書店） 2018
- 『草のみずみずしさ 感情と自然の文化史』（アラン・コルバン、綾部麻美共訳、藤原書店） 2021
- 『休息の歴史』（アラン・コルバン、佐野有沙共訳、藤原書店） 2024